# Ropucha zelená
Ropucha zelená (Bufotes viridis) je druh žáby z čeledě ropuchovití (Bufonidae). Ropucha zelená velikostí málokdy přesáhne 8 cm, přičemž samec je menší než samice. Zbarvení hřbetu je bělavé se zelenými až olivovými skvrnami. Břicho je bílé až nažloutlé. Oční duhovka je žlutá až zelenavá.
V období páření lze samce od samice rozeznat podle samcových pářicích mozolů na prstech předních nohou a podle příjemného hlasového projevu, který připomíná ptačí zpěv. Je jím poměrně vysoko posazené trylkování i-r-r-r-r-r-r-r-RRRR...i-r-r-r-r-r-r-r-RRRR nebo t-r-r-r-r-RRRR....t-r-r-r-r-r-RRRR. Začíná tiše, zesiluje a může se opakovat i čtyřikrát za minutu. Hlas se liší od hlasu jiný druhů žab žijících na území ČR.

## Rozšíření
Ropucha zelená se v České republice vyskytuje souvisle jen v některých nížinných oblastech. Žije ve střední, jižní a východní Evropě a zasahuje do Arábie a střední Asie. Mimo to žije na ostrovech západního Středomoří a v severní Africe. V Česku v nížinách na vesnicích místy i hojná.

## Ekologie a biotop
Typicky nížinný druh žáby. Aktivita ropuchy zelené je v převážné míře noční. V období rozmnožování ji lze zastihnout i za dne. Vyhýbá se chladnějším a horským oblastem. Žije nejčastěji v polohách do 450 m n. m. Žije v otevřené krajině, tzn. i v zahradách, parcích, polích a v okolí jezírek a rybníků a také v blízkosti lidského obydlí. Ze všech našich obojživelníků nejlépe snáší teplo a sucho. Na jaře vyhledává menší prohřáté nádrže, nevyhýbá se ani větším kalužím, a to i bez vodní vegetace.
Samice klade dvě paralelní rosolovité šňůry vajíček o délce dvou až pěti metrů a šířce 4–6 mm. Vajíčka jsou v provazci uložena v jedné až třech pravidelných řadách. Jsou jednobarevná, černohnědá a mají průměr 1–1,5 mm. Počet vajíček ve snůšce (šňůrách) se pohybuje mezi 2000 a 6000. Šňůry vajíček bývají uloženy volně na dně mělkých vodních těles nebo jsou částečně propleteny vegetací. Embryonální vývoj je v závislosti na teplotě vody dokončen po třech až šesti dnech.

## K vědeckému jménu
Komplexní práce kolektivu Frost et al. (2006) rozdělila rod Bufo na rody Epidalea a Pseudepidalea, přestože rozdělení nemělo pevný základ v genetice ani morfologii. Rozdělení jednak vyvolalo poměrně silnou kritiku, jednak vneslo do vědeckého názvosloví zmatek – například Stöck et al. (2013) používají pro ropuchu zelenou název Bufo viridis, Sinsch a Schäfer (2016) název Bufotes viridis a Valkanova et al. (2009) Epidalea viridis, viz níže. České pojmenování všech tří ropuch žijících na území ČR a tradičně řazených do rodu Bufo se nezměnilo, ovšem někteří autoři českých publikací začali používat nově vytvořené vědecké názvy. Změněné názvy se objevily i v publikaci Jeřábkové et al. (Jeřábková, Lenka: Pracovní číselník obojživelníků AOPK ČR, 2017) a promítly se na portálu AOPK ČR do Seznamu druhů taxonomických skupin. (Dtto BioLib.cz a jiné weby.)
Světlo do problematiky vneslo znovuobjevení díla Francouze F-A de Garsaulta (1764, 1765, 1767). Nomenklaturní důsledky tohoto objevu podrobují Duboise & Boura (2010) detailnímu rozboru. V závěru podporují konzervativní postoj, tj. udržovat evropské ropuchy v rodu Bufo. Pro evropské druhy ropuch navrhují uvádět nové taxonomické názvy (např. Epidalea) pouze jako poddruhové.
Speybroeck, Beukema, Crochet (2010) navrhují vrátit všem druhům evropských ropuch rod Bufo, přinejmenším prozatím. Uvádějí, že případy přirozené hybridizace ukazují, že je správné odmítnout rozdělení rodu Bufo: „Bylo by neopatrné, abychom vyvozovali unáhlené taxonomické závěry. Až do dalšího proto všechny evropské druhy vracíme zpět do jediného rodu Bufo.“ Upozorňují také, že by se mělo upustit od užívání jména Pseudepidalea, protože jde o mladší synonymum.